# Новак Олександр Іванович
Олександр Іванович Новак — молодший сержант Збройних Сил України, учасник російсько-української війни, що загинув у ході російського вторгнення в Україну в 2022 році.

## Життєпис
Олександр Новак народився 26 вересня 1979 року в селі Малому Мидську Рівненського району Рівненської області. У ході війни на сході України був мобілізований в 2015 році. Проходив військову службу за контрактом у лавах ЗСУ. До цього часу й повернувшись після АТО, працював трактористом у місцевому сільськогосподарському підприємстві. 2018 року нагороджений Грамотою Рівненської обласної ради за високий патріотизм, безмежну любов до України та з нагоди відзначення свята Покрови, Дня українського козацтва, Дня захисника та захисниць України в урочищі Гутвин. З початком повномасштабного російського вторгнення в Україну 24 лютого 2022 року сам добровільно пішов до військкомату для мобілізації до лав Збройних сил України. Загинув Олександр Новак 21 березня 2022 року внаслідок масового артилерійського обстрілу поблизу міста Попасна Луганської області. Поховали загиблого 28 березня 2022 року в рідному селі Малому Мидську, де народився, проживав і працював.

## Родина
У загиблого залишилися матір, дружина та двоє доньок.

## Нагороди
- Орден «За мужність» III ступеня (2022, посмертно) — за особисту мужність і самовіддані дії, виявлені у захисті державного суверенітету та територіальної цілісності України, вірність військовій присязі[3].